# バジャー (バンド)
バジャー（Badger）は、1972年に結成されたイングランドのロック・バンド。元イエスのトニー・ケイと、元ザ・ウォリアーズのデイヴィッド・フォスターによって結成された。

## 略歴

### 結成
イエスの初代キーボーディストだったケイは、1971年7月31日のクリスタル・パレス・ボウルでの公演を最後に、音楽性の相違を理由にイエスを脱退。同年、彼より前にイエスを脱退したギタリストのピーター・バンクスが結成したフラッシュにゲスト参加してデビュー・アルバムの制作に携わった後、新しいバンドの結成に乗り出した。
フォスターは、イエスのボーカリストのジョン・アンダーソンがイエスを結成する前に在籍していたザ・ウォリアーズでベース・ギターを担当していた。彼はイエスのセカンド・アルバム『時間と言葉』（1970年）にアンダーソンと共作で二曲を提供した。
ケイはフォスターとソロ・プロジェクトに取り組んでいたが、このプロジェクトは発展しなかった。彼等は新しいバンドのメンバーを探し始め、元アシュトン・ガードナー・アンド・ダイクのドラマーのロイ・ダイクを勧誘した。そしてダイクが、パリッシュ・アンド・ガーヴィッツ（Parrish＆Gurvitz）のブライアン・パリッシュをギタリスト兼ボーカリストとして迎えることを提案した。彼等はバンドの名前をバジャーにして、1972年9月にリハーサルを始め、アトランティック・レコードと契約した。

### プログレッシブ・ロック・バンド期
彼等は1973年にライブ・デビュー・アルバム『ワン・ライヴ・バジャー』を発表した。このアルバムは1972年12月15日と16日にロンドンのレインボー・シアターでイエスのコンサートの第一部を務めた時の音源を収録しており、アンダーソンとジェフリー・ハズラムによってプロデュースされた。収録曲はパリッシュによる一曲を除いてメンバー全員の共作で、いずれもプログレッシブ・ロックの範疇に含まれる楽曲である。カバー・アートは、イエスのアルバム・カバーを数多く制作したロジャー・ディーンによって制作された。
収録曲
1. 「運命の轍」 - "Wheel of Fortune" （リード・ボーカル：パリッシュ） – 7:50
2. 「泉」 - "Fountain" （リード・ボーカル：フォスター） – 7:22
3. 「ウィンド・オブ・チェンジ」 - "Wind of Change" （リード・ボーカル：フォスター） – 7:15
4. 「リヴァー」 - "River" （リード・ボーカル：パリッシュ） – 6:50
5. 「ザ・プリーチャー」 - "The Preacher" （リード・ボーカル：パリッシュ） – 3:59
6. 「オン・ザ・ウェイ・ホーム」 - "On the Way Home" （リード・ボーカル：パリッシュ） – 7:39

| #         | タイトル             | 作詞・作曲 | リード・ボーカル | 時間  |
| --------- | -------------------- | ---------- | ---------------- | ----- |
| 1.        | 「Wheel of Fortune」 | Badger     | Brian Parrish    | 7:50  |
| 2.        | 「Fountain」         | Badger     | Parrish          | 7:22  |
| 3.        | 「Wind of Change」   | Badger     | David Foster     | 7:15  |
| 合計時間: | 合計時間:            | 合計時間:  | 合計時間:        | 22:27 |

| #         | タイトル            | 作詞・作曲    | リード・ボーカル | 時間  |
| --------- | ------------------- | ------------- | ---------------- | ----- |
| 1.        | 「River」           | Badger        | Parrish          | 6:50  |
| 2.        | 「The Preacher」    | Brian Parrish | Parrish          | 3:59  |
| 3.        | 「On the Way Home」 | Badger        | Parrish          | 7:39  |
| 合計時間: | 合計時間:           | 合計時間:     | 合計時間:        | 18:28 |

『ワン・ライヴ・バジャー』は、1993年に同じ曲目、同じ曲順でCD再発された。

### リズム・アンド・ブルース・バンド期
1974年までに、フォスターとパリッシュが脱退した。ケイとダイクはアシュトン・ガードナー・アンド・ダイクでダイクと演奏していたベーシストのキム・ガードナーを迎え入れた。続いて元スティーラーズ・ホイールのポール・ピルニック（ギター）とシンガーのジャッキー・ロマックスが加入した。
ロマックスはバジャーを自分のソロ・アルバムで演奏していたR＆B / ソウル・バンドに変え始めた。彼の楽曲と歌声がバジャーを支配した。1974年、彼等はアラン・トゥーサンがプロデュースしたセカンド・アルバム『ホワイト・レディ』をエピック・レコードからリリースした。収録曲の全てはロマックスの単独作か彼と誰かの共作だった。ジェフ・ベックがゲストとして「けがれなき女」でギター・ソロを披露した。
収録曲
1. 「きみの夢」 - "A Dream of You"
2. 「人はだれでも」 - "Everybody, Nobody"
3. 「聞いて欲しい」 - "Listen to Me"
4. 「引金を引かないで」 - "Don't Pull the Trigger"
5. 「自然の成り行き」 - "Just the Way It Goes"
6. 「けがれなき女」 - "White Lady"
7. 「きみと一緒」 - "Be with You"
8. 「主よわたしに」 - "Lord Who Give Me Life"
9. 「夢をもう一度」 - "One More Dream to Hold"
10. 「落し穴」 - "The Hole Thing"

「White Lady b/w Don't Pull the Trigger」が、シングルとして、1974年5月にリリースされた。
| #         | タイトル                   | 作詞・作曲   | 時間  |
| --------- | -------------------------- | ------------ | ----- |
| 1.        | 「A Dream of You」         | Jackie Lomax | 4:15  |
| 2.        | 「Everybody, Nobody」      | Lomax        | 3:26  |
| 3.        | 「Listen To Me」           | Lomax        | 4:57  |
| 4.        | 「Don't Pull The Trigger」 | Lomax        | 4:06  |
| 5.        | 「Just The Way It Goes」   | Lomax        | 4:41  |
| 合計時間: | 合計時間:                  | 合計時間:    | 21:25 |

| #         | タイトル                   | 作詞・作曲           | 時間  |
| --------- | -------------------------- | -------------------- | ----- |
| 1.        | 「White Lady」             | Lomax, Robert Ashley | 4:46  |
| 2.        | 「Be With You」            | Lomax                | 3:47  |
| 3.        | 「Lord Who Give Me Life」  | Lomax                | 3:04  |
| 4.        | 「One More Dream To Hold」 | Lomax                | 4:04  |
| 5.        | 「The Hole Thing」         | Lomax                | 6:10  |
| 合計時間: | 合計時間:                  | 合計時間:            | 21:51 |

### 解散と元メンバーの動向
『ホワイト・レディ』が発表される前に、バジャーは二つの派閥に分かれてしまい解散した。
ケイは1977年、元シルヴァーヘッドのマイケル・デ・バレスが結成したディテクティヴ に加入して、2作のアルバムの制作に参加。続いてバッドフィンガーに加入して、1981年に1作のアルバムを発表。1983年にイエスの再結成に参加して1994年まで在籍した。
フォスターはジム・ホーンズビー、ポール・ローズ、マーク・ステフェンソン（ギター）、フランク・ギボンズ（ベース・ギター、キーボード）、ポール・スミス（ドラムス）というメンバーで、2004年にアルバム『Open Road』（ヴォイスプリント・レコード：VP291CD）を発表した。このアルバムには、イエスのセカンド・アルバム『時間と言葉』のためにアンダーソンと共作した「時間と言葉」を彼が解釈し直したカバーが収録されている。
ロマックスはガードナーと「White Lady」というライブ・バンドを短期間率いた後、ソロ活動に戻り、2013年9月、病没。
ガードナーは2001年に病没。

## メンバー
『ワン・ライヴ・バジャー』（1973年）
- トニー・ケイ (Tony Kaye) – キーボード
- ロイ・ダイク (Roy Dyke) – ドラムス
- デイヴィッド・フォスター (David Foster) – ベース・ギター、ボーカル
- ブライアン・パリッシュ (Brian Parrish) – ギター、ボーカル

『ホワイト・レディ』（1974年）
- トニー・ケイ (Tony Kaye) – キーボード
- ロイ・ダイク (Roy Dyke) – ドラムス
- キム・ガードナー (Kim Gardner) – ベース・ギター
- ポール・ピルニック (Paul Pilnick) – ギター
- ジャッキー・ロマックス (Jackie Lomax) – ボーカル

## ディスコグラフィ

### アルバム
- 『ワン・ライヴ・バジャー』 - One Live Badger (1973年)
- 『ホワイト・レディ』 - White Lady (1974年) ※旧邦題『女と穴熊』